# Féas
Féas – miejscowość i dawna gmina we Francji, w regionie Nowa Akwitania, w departamencie Pireneje Atlantyckie. W 2013 roku populacja gminy wynosiła 431 mieszkańców. 
W dniu 1 stycznia 2017 roku z połączenia dwóch ówczesnych gmin – Ance oraz Féas – utworzono nową gminę Ance-Féas. Siedzibą gminy została miejscowość Féas. 